# Bert Williams
Egbert Austin "Bert" Williams (12 de novembro de 1874 – 4 de março de 1922) foi um dos preeminentes artistas do apogeu da era dos espetáculos de variedades vaudeville na América do Norte e um dos comediantes mais requisitados por todas as categorias de audiências de seu tempo. 
Em 1918 o New York Dramatic Mirror chamou Bert Williams de um dos grandes comediantes do mundo.
"I have never been able to discover anything disgraceful in being a colored man. But I have often found it inconvenient - in America. - Bert Williams" 

## Vida
Nascido em Nassau, Providence, Bahamas, ele estabeleceu-se em Nova Iorque, onde veio a falecer. Ele foi o artista negro que mais vendeu discos antes de 1920.

### Dupla com George Walker
Em 1893, em San Francisco, Williams aos 20 anos conheceu George Walker, que era um ano mais velho. Os dois jovens tornaram-se parceiros de atuação. Walker e Williams apareceram em diversos shows.
Depois que Walker morreu, em 1911, Williams teve dificuldade em manter sua empresa operando. Ele foi convidado por Florenz Ziegfeld para atuar em seu Follies. Williams concordou e assinou um contrato de três anos.
Em 1913, Williams obteve sucesso como estrela da gravação. Ele estrelou dois curtas-metragens mudos, Fish e Natural Born Gamblers, em 1916.

Em 1920, ele apareceu na Broadway Brevities de 1920, seguido por Shuffle Along, em 1921. Isso pareceu reabrir a Broadway para musicais negros. Ele produziu um show apenas com atores negros chamado Under the Bamboo Tree, que não foi um grande sucesso. Sua saúde começou a piorar e Williams morreu em 4 de março de 1922. 